# 添田町バス

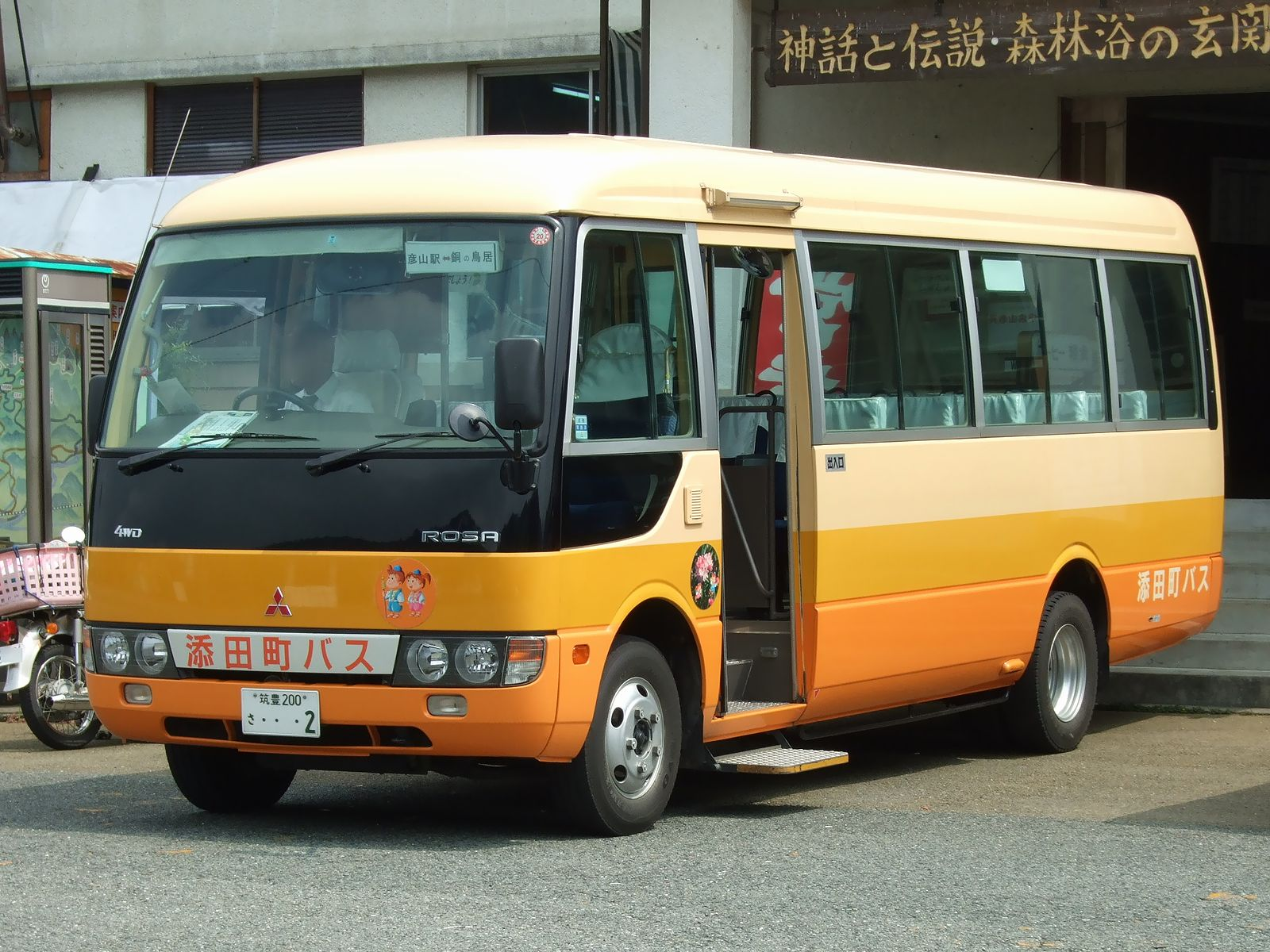
車両（三菱・ローザ）

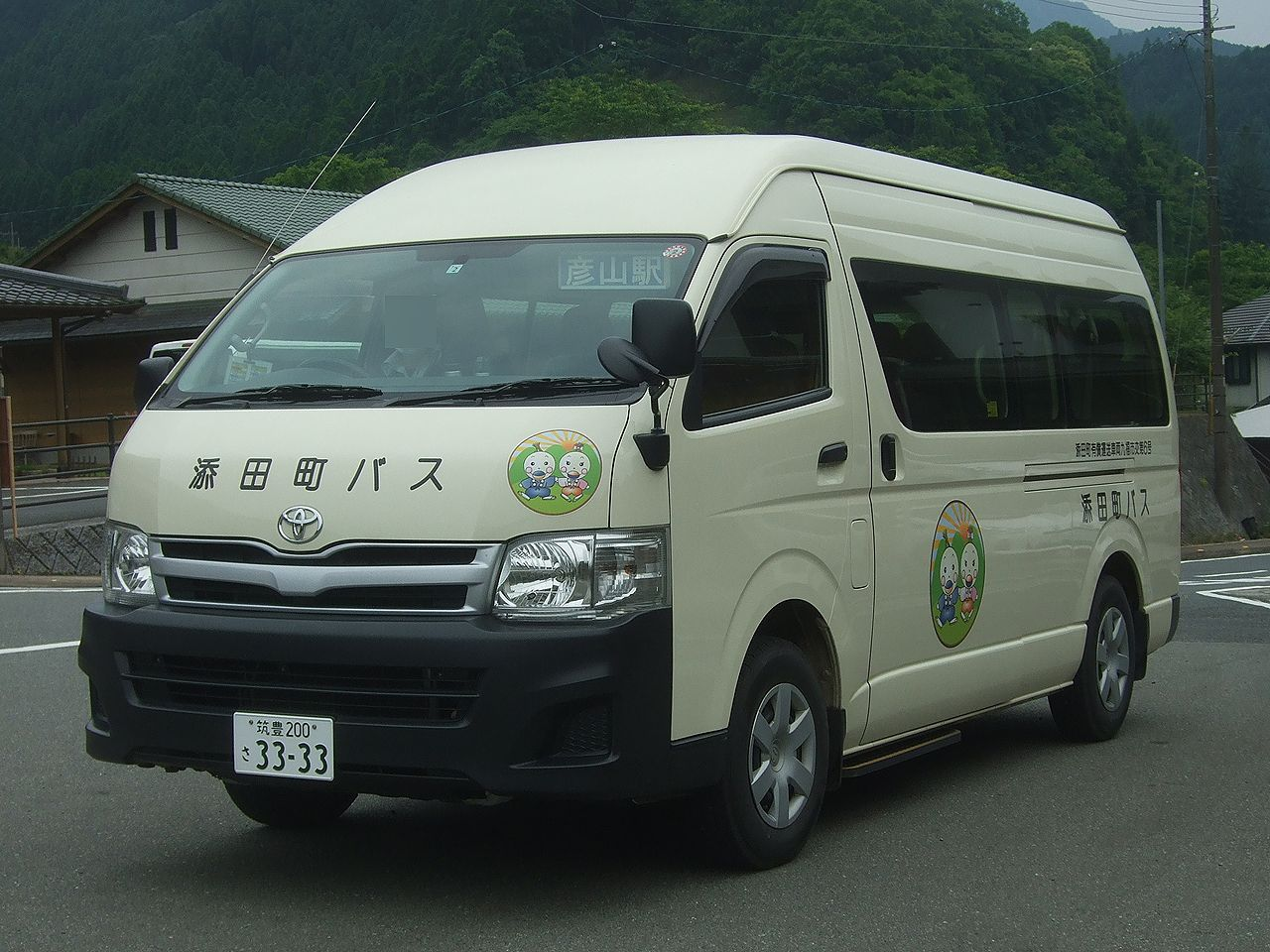
車両（トヨタ・ハイエース）

添田町バス（そえだまちバス）は、福岡県田川郡添田町が運行するコミュニティバスである。
道路運送法第78条の2の適用を受けた自家用自動車による輸送（自家用有償旅客運送、俗に言う「80条バス」）であり、車両のナンバープレートは白色である。車両は町が保有し、大新東に運行業務を委託している。

## 概要
2003年（平成15年）4月1日運行開始。添田町では西日本鉄道（西鉄）が町内で路線バスを運行していたが、モータリゼーションや過疎化の進行などにより1988年に町内路線が分離子会社の添田交通（のち西鉄グループ会社再編により西鉄バス筑豊となる）に移管された。しかし利用客の逸走が進み、西鉄バス筑豊は2003年3月末で一部を残して町内路線を廃止する方針を示したため、代替交通として2003年4月1日から町営バスが運行されることとなった。
運行開始当初は、添田町中心部（北西部）と町南部の英彦山などの山間部を結ぶ彦山線、添田町中心部と町中西部の中元寺（ちゅうがんじ）地区を結ぶ中元寺線、添田町中心部（北西部）と町北東部の津野地区を結ぶ津野線の3路線があった。
2017年（平成29年）9月30日限りで、中元寺線と津野線をデマンド型乗合タクシー「まちいこカー」に転換して廃止し、彦山線1路線のみとなった。
2023年（令和5年）8月28日、日田彦山線BRTの開業に伴い、添田町バスの運行時刻や路線の変更が行われた。日田彦山線BRTと重複する区間を原則廃止した。これにより運行路線は、彦山駅から豊前坊間を走る「ひこさんコース」と、添田駅周辺を走る「まちなかコース」と事実上２路線に分断されるようになった。
添田町役場における事業の所管は、まちづくり課施策推進係である。

## 運賃・乗車券類
- 運賃は、10km以内の区間は200円、10kmを超える区間は300円。中学生以下は半額、4歳未満の乳幼児は保護者同伴時に限り無料。
- 12枚綴りで10枚分の金額の回数券が販売されている。

## 路線

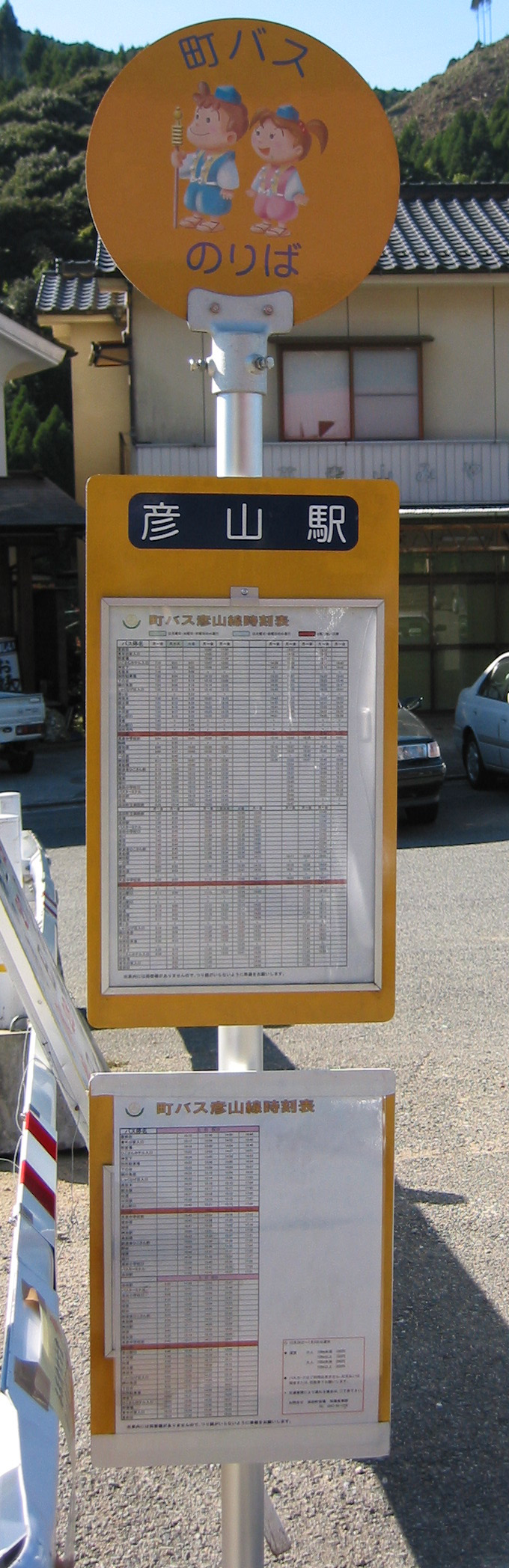
添田町バスのバス停

以下、 - および → は停留所乗降区間、 = および ⇒ はフリー区間（停留所以外でも乗降できる区間）。

### ひこさんコース
経路
<英彦中学校前行>(平日朝１便のみ) 役場→ 添田駅 → 郵便局横→ 添田小学校口 → 畑川→ 宮城内科胃腸科医院前→ 英彦中学校前
屋形原（ = 駒啼） - 彦山駅（ = 別所河内 = 深倉） - 中河原（ = 唐ヶ谷） - 銅の鳥居（ = 北坂本） - 神宮下 - ひこさんホテル入口 - 豊前坊

添田町立英彦中学校は2010年(平成22年)3月末で閉校し、旧校舎を改築した上で一般財団法人添田福祉会が運営するくるみ保育園が移転した。
神宮下発着は平日１便、屋形原発着は水曜日１便のみで他の便は彦山駅と豊前坊の発着である。

### まちなかコース
経路
添田警部交番前 - 庄地区集会所前 - 役場 - 郵便局横 - 添田小学校口 -  畑川 - 宮城内科胃腸科医院前 - 添田駅 (←添田駅入口) (添田警部交番前行のみ添田駅入口始発添田駅経由、庄地区集会所前、役場止め便あり)
<中元寺経由便>(平日朝１便のみ) 桝田駅 → 英彦山病院口 → 諏訪神社前 → 薬師堂 → 陣屋 → 中元寺小学校口 → 中津橋 → 郵便局横 - 宮城内科胃腸科医院前 → 畑川 → 添田小学校口 → 添田駅入口 → 添田駅
※主要停留所のみ表記、（ ）内は一部の便のみ経由する停留所
土日祝日および12月31日から1月3日まではまちなかコースは運休する。

### 廃止路線

#### 彦山線
経路
バス車庫 - 役場 - 添田駅 - 添田小学校口 - 歓遊舎ひこさん前 - 桝田駅（ = 一の宮） = 柳原 = 屋形原（ = 駒啼） - 彦山駅（ = 別所河内 = 深倉） - 中河原（ = 唐ヶ谷） - 銅の鳥居（ = 北坂本） - ひこさんホテル入口 - 豊前坊
以下の2路線はデマンド型乗合タクシーに転換された。いずれも土日祝日および年末年始（12月29日から1月3日まで）は運休していた。

#### 中元寺線
経路
バス車庫 → 役場 → 添田駅 → 添田小学校口 → 中元寺口 → 中元寺小学校口 → 猿渡 → 中元寺小学校口
陣屋 → 諏訪神社前 ⇒ 英彦山病院口 ⇒ 諏訪神社前 → 中元寺口 → 添田小学校口 → 添田駅 → 役場 → バス車庫
※主要停留所のみ表記、矢印方向のみ運行

#### 津野線
経路
バス車庫 - 役場 - 添田駅 - 添田小学校口 - 上添田 = 神田 = 津野学校前 = 油木 = 下井 = 油木 = 津野学校前 = 奥山 = 神田 = 惣仏口 = 松平 = 惣仏口 = 山口
※主要停留所のみ表記、（ ）内は一部の便のみ経由する停留所

## 車両
- 三菱ふそう・ローザ - 四輪駆動車を使用する。車体塗装はクリーム色、山吹色、橙色の三色塗装と白一色のものがある。
- トヨタ・ハイエース